# Бархатистый опоссум
Бархатистый опоссум (лат. Thylamys velutinus) — вид сумчатых из семейства опоссумовых. Эндемик центральной и юго-восточной Бразилии, рассматривается МСОП как вид, близкий к уязвимому положению.

## Таксономия
Вид описан в 1842 году. Описавший его Иоганн Андреас Вагнер первоначально причислил бархатистого опоссума к роду Didelphys (обыкновенные опоссумы), а затем на протяжении второй половины XIX и начала XX века вид относили к родам Microdelphis, Grymaeomys и Marmosa. Синонимом видового названия velutinus/velutina было pimelura. В род (на тот момент подрод) жирнохвостых опоссумов впервые включён в 1916 году как Didelphis (Thylamys) velutina в 1916 году, современное название встречается с 1936 года. В разные периоды в качестве представителей данного вида рассматривались особи, в XXI веке относимые к видам Thylamys karimii и Chacodelphys formosa.

## Внешний облик
Небольшой опоссум с общей длиной головы и туловища 141—212 мм (среднее значение 173,3 мм), хвоста — 73—85 мм (в среднем 78 мм). Хвост толстый (от 3,5 до 7 мм в диаметре.
Шерсть на спине тёмнокрасно-бурая, голова светлее туловища, шерсть на голове кремово-белая у основания и бурая на конце; у многих особей тёмная продольная полоса по центру морды. Кольца вокруг глаз тёмные и узкие, в сторону носа от них отходят полосы буроватой шерсти. Ровно окрашенные в бурый цвет уши выглядят голыми. На нижней части тела шерсть более короткая и светлая, сероватого оттенка. Лапы серовато-бурые, маленькие ступни покрыты белой шерстью. У основания хвоста менее 1 см пушистой шерсти, дальше хвост покрыт чешуйками, расположенными кольцами; от каждой чешуйки отходят по три волоска, бурые на верхней поверхности и белые на нижней. Примерно 3 мм кончика хвоста лишены шерсти полностью.
Маленькие размеры и серая у основания шерсть на брюхе отличают бархатистого опоссума от малого толстохвостого (Thylamys pussillus) и длиннохвостого мышиного опоссума (Thylamys macrurus), а относительно короткий хвост и маленькие белые ступни — от микролапого (Gracilinanus microtarsus) и быстрого опоссума (Gracilinanus agilis).

## Экология
Бархатистые опоссумы встречаются как во влажных субтропических лесах юго-восточной Бразилии, так и в открытых местностях — биоме серраду. Наблюдались в саванне с частыми деревьями, в кустарниках и травянистой местности. Площадь индивидуальной территории оценивается в 2,3 га для самца и 1,7 га для самки.
Ведут ночной образ жизни (по данным, собранным в Федеральном округе, наиболее активны непосредственно после заката), в основном проводят время на земле, в отличие от большинства других видов рода толстохвостых опоссумов, являющихся лазающими животными. Всеядны, но в диете, по-видимому, преобладает животная пища (75 % от рациона, в том числе 44 % членистоногих). Короткий и толстый хвост может служить для накопления запасов жира.
Естественным врагом, в частности, являются совы: в помёте обыкновенной сипухи остатки бархатистых опоссумов находили даже в местах, где сами представители вида не наблюдались.

## Распространение и охранный статус
Типовой экземпляр вида был добыт на территории современного штата Сан-Паулу. Бархатистый опоссум обнаружен только в центральной и юго-восточной Бразилии (помимо Сан-Паулу также в штатах Гояс и Минас-Жерайс и в Федеральном округе; представители вида встречаются как минимум на двух охраняемых природных территориях). Имеются неподтверждённые данные о том, что бархатистый опоссум встречается также в Боливии.
Плотность популяции бархатистого опоссума в бразильском серраду может достигать 0,55 на гектар. В целом это достаточно редко встречающееся животное на всей территории обитания, а в юго-восточных районах ареала может находиться на грани исчезновения или уже исчезнуть. Предположительно, с 2006 по 2016 год популяция сократилась на 20—25 % ввиду сокращения естественной среды обитания. Причиной этого процесса стала человеческая деятельность — расчистка земель под сельскохозяйственные культуры, в первую очередь сою. Хотя уровень угрозы для вида недостаточен для признания его уязвимым, Международный союз охраны природы рассматривает его как вид, близкий к уязвимому положению.